# La Mouette et le Chat
Pour plus de détails, voir Fiche technique et Distribution.
La Mouette et le Chat (Titre italien : La gabbianella e il gatto) est un film d'animation italien réalisé par Enzo D'Alò, sorti en salles en Italie en 1998 en France en 1999. 
Il s'agit d'une libre adaptation d'un roman de l'écrivain chilien Luis Sepúlveda, Histoire d'une mouette et du chat qui lui apprit à voler, paru en 1996.

## Synopsis
Kengah, une mouette, vient s'échouer dans le port de Hambourg après s'être engluée dans du pétrole rejeté par une marée noire. Elle tombe sous les yeux du chat Zorbas. Avant de mourir, elle pond un œuf et arrache au chat la triple promesse de ne pas manger l'œuf, de s'occuper de la mouette qui va en éclore et de lui apprendre à voler. 
Zorbas est très embarrassé mais la promesse d'un chat doit être tenue. Il se résout alors à s'occuper de l'œuf et de la mouette qui en naît, Félicité. Aidé de ses amis, Zorbas protège Félicité des multiples dangers qui guettent une mouette juste éclose dans un port, et en particulier des bandes de rats qui infestent les égouts.
Pour lui apprendre à voler, il va entrer en contact avec le seul humain du port en qui les chats ont un peu confiance : la fille d'un poète.

## Fiche technique
- Titre : La Mouette et le Chat
- Titre original : La gabbianella e il gatto
- Réalisation : Enzo D'Alò
- Scénario : Enzo D'Alò et Umberto Marino
- Musique originale : David Rhodes
- Montage : Rita Rossi
- Création des décors : Michel Fuzellier
- Directeur son : Giorgio Vita Levi
- Producteur : Vittorio Cecchi Gori
- Studio de production : Lanterna Magica
- Distribution : 
  - Sorties au cinéma : Columbia Pictures (Italie), Columbia Pictures (France), Columbia Pictures (Allemagne)
  - Éditions en vidéo : Columbia Tristar Home Video  (Italie, DVD), Columbia Tristar Home Vidéo (France, VHS et DVD), Columbia Tristar Home Entertainment (Pays-Bas, VHS et DVD), Columbia Tristar Home Video (États-Unis, VHS)
- Pays de production :  Italie
- Langue : italien
- Budget : environ 6 millions de dollars américains[1]
- Durée : 75 minutes
- Format : couleur, 1,66:1
- Son : Dolby Digital
- Dates de sortie : 
  - Italie : 23 décembre 1998
  - France : 22 décembre 1999

## Voix françaises
- Guillaume Lebon : Zorbas
- Michel Barbey : Colonel
- Jean-Claude Montalban : Fidèle
- Pierre-François Pistorio : Fidèle (chant)
- Patrick Floersheim : Diderot
- Paul Nivet : Yoyo
- Kelly Marot : Nina
- Michel Papineschi : le poète
- Kim Redler : Félicité (bébé)
- Camille Donda : Félicité (adolescente)
- Chantal Macé : Félicité (adulte)
- Naïké Fauveau : Yoyo (chant) / Félicité (chant)
- Pascal Renwick : Raffreux
- Daniel Beretta : Raffreux (chant) / chœur des chansons
- Françoise Cadol : Mlle Bouboulina
- Paule Emanuele : capitaine Marine
- William Coryn : un rat
- Philippe Peythieu : un rat / un chat
- Vincent Ropion : le chef du groupe de mouettes

Source et légende : Version française (V. F.) sur Planète Jeunesse

## Box office
En France, le film sort le 22 décembre 1999 ; il cumule 100 799 entrées pendant ses trois premières semaines d'exploitation, et atteint au total 319 868 entrées dans le pays.

## Récompenses et distinctions
- Le film vaut à Enzo D'Alò un Ruban d'argent spécial de la part du Syndicat national italien des journalistes de cinéma ; il remporte également le Prix du public au Festival international du film pour enfants de Montréal en 2000[4].